# Wicha Nantasri
Wicha Nantasri (thailändisch วิชา นันทะศรี; * 15. Januar 1986 in Khon Kaen) ist ein thailändischer Fußballspieler.
Wicha Nantasri ist der Bruder von Wichan Nantasri.

## Karriere
Wicha Nantasri stand von 2009 bis 2010 bei Loei City FC in Loei unter Vertrag. Der Verein spielte in der dritten Liga, der damaligen Regional League Division 2 in der North-Eastern Region. 2011 wechselte er zum Sisaket FC. Der Verein aus Sisaket spielte in der höchsten thailändischen Liga, der Thai Premier League. 2013 unterschrieb er einen Vertrag beim Zweitligisten PTT Rayong FC. Mit dem Verein aus Rayong wurde er Ende 2013 Tabellendritter und stieg somit in die erste Liga auf. 2014 absolvierte er 14 Erstligaspiele. Ligakonkurrent Navy FC aus dem nahegelegenen Sattahip verpflichtete ihn Anfang 2015. Für die Navy spielte er bis Mitte 2016. Nach 19 Spielen wurde sein Vertrag nicht verlängert. Die Rückserie war er vertrags- und vereinslos. Der Zweitligist Chiangmai FC aus Chiangmai nahm ihn Anfang 2017 unter Vertrag. Nach einem Jahr ging er Anfang 2018 nach Khon Kaen, wo er sich dem Ligakonkurrenten Khon Kaen FC anschloss. Für Khon Kaen spielte er die Hinserie, die Rückserie spielte er beim ebenfalls in der zweiten Liga spielenden Samut Sakhon FC aus Samut Sakhon. Seit Anfang 2019 ist er wieder vertrags- und vereinslos.